# Japanische Badmintonmeisterschaft 2013
Die Japanische Badmintonmeisterschaft 2013 fand vom 2. bis zum 8. Dezember 2013 in Tokio statt. Es war die 67. Austragung der nationalen Titelkämpfe im Badminton in Japan.

## Medaillengewinner
| Disziplin    | Gold                              | Silber                              | Bronze                           |
| ------------ | --------------------------------- | ----------------------------------- | -------------------------------- |
| Herreneinzel | Kenichi Tago                      | Takuma Ueda                         | Sho Sasaki                       |
| Herreneinzel | Kenichi Tago                      | Takuma Ueda                         | Kento Momota                     |
| Dameneinzel  | Minatsu Mitani                    | Eriko Hirose                        | Akane Yamaguchi                  |
| Dameneinzel  | Minatsu Mitani                    | Eriko Hirose                        | Kaori Imabeppu                   |
| Herrendoppel | Kenichi Hayakawa Hiroyuki Endo    | Noriyasu Hirata Hirokatsu Hashimoto | Ryōta Taohata Hiroyuki Saeki     |
| Herrendoppel | Kenichi Hayakawa Hiroyuki Endo    | Noriyasu Hirata Hirokatsu Hashimoto | Keigo Sonoda Takeshi Kamura      |
| Damendoppel  | Ayaka Takahashi Misaki Matsutomo  | Megumi Taruno Misato Aratama        | Reika Kakiiwa Miyuki Maeda       |
| Damendoppel  | Ayaka Takahashi Misaki Matsutomo  | Megumi Taruno Misato Aratama        | Yuriko Miki Koharu Yonemoto      |
| Mixed        | Kenichi Hayakawa Misaki Matsutomo | Takeshi Kamura Koharu Yonemoto      | Takuto Inoue Ayaka Takahashi     |
| Mixed        | Kenichi Hayakawa Misaki Matsutomo | Takeshi Kamura Koharu Yonemoto      | Hirokatsu Hashimoto Miyuki Maeda |